# Iracoubo (rivier)
De Iracoubo is een rivier van Frans-Guyana in de gemeente Iracoubo. De rivier heeft zijn bron in de bergen van Trois-Roros in de gemeente Saint-Élie. In het moerasgebied aan de kust stroomt de rivier samen met de Counamama om vervolgens 5 kilometer later gezamenlijk de Atlantische Oceaan te bereiken. De Iracoubo is 160 kilometer lang.
Sinds 2018 is een gebied van 351 hectare in het estuarium van de Iracoubo beschermd, omdat er lamantijnen verblijven en het wordt bezocht door trekvogels. De rivier stroomt tevens door het natuurgebied Crique et Pripri Yiyi.